# Racovitzanus pacificus
Racovitzanus pacificus är en kräftdjursart som först beskrevs av Esterly 1905.  Racovitzanus pacificus ingår i släktet Racovitzanus och familjen Scolecitrichidae. Inga underarter finns listade i Catalogue of Life.